# Methanohalobium evestigatum
Methanohalobium evestigatum ist ein Bakterium. Es zählt zu den Archaeen („Urbakterien“). Es ist sehr salztolerant (halophil) und zeigt bei 25 % NaCl bestes Wachstum. Das Bakterium ist methylotroph und methanogen. Das bedeutet, dass es nur Moleküle ohne direkte Kohlenstoff-Kohlenstoff-Verbindungen für den Energiestoffwechsel nutzen kann (methylotroph) und das es Methan als Endprodukt bildet (methanogen). Methanohalobium evestigatum zählt somit zu den als Methanbildner oder methanogen bezeichneten Bakterien.

## Merkmale
Die Zellen von Methanohalobium evestigatum sind flache, polygonale oder unregelmäßige, kugelförmige Körper. Die Form der Zellen wird stark von dem Medium beeinflusst. Sie kommen einzeln oder in kleinen Aggregaten vor. Das Aussehen Zellen älterer Kulturen kann auch an Glas-Scherben erinnern.

## Stoffwechsel und Wachstum

Methylamin

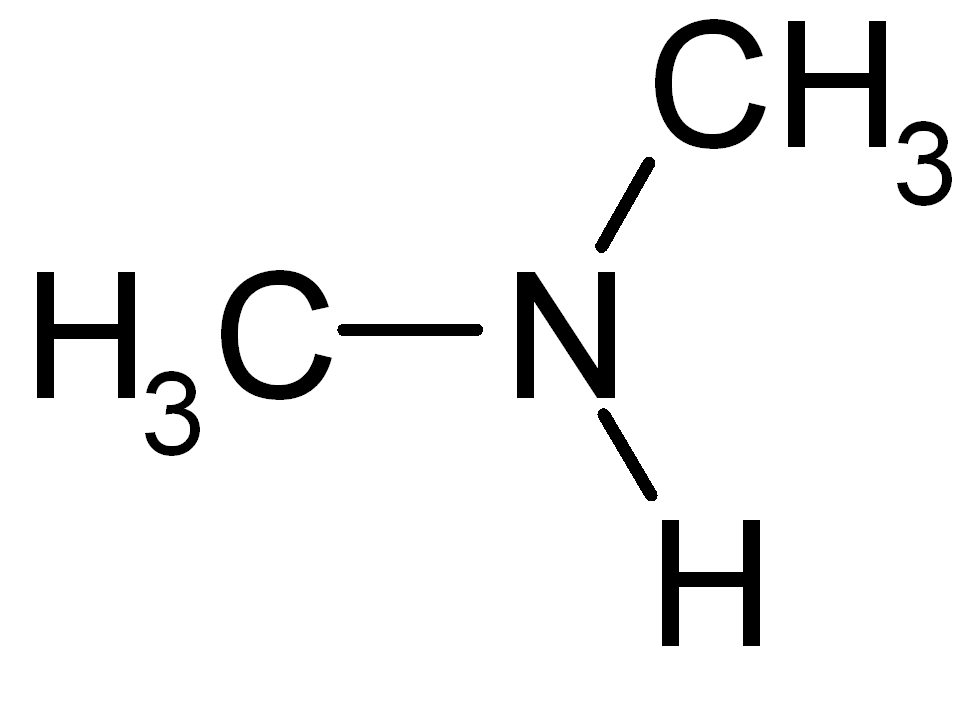
Dimethylamin

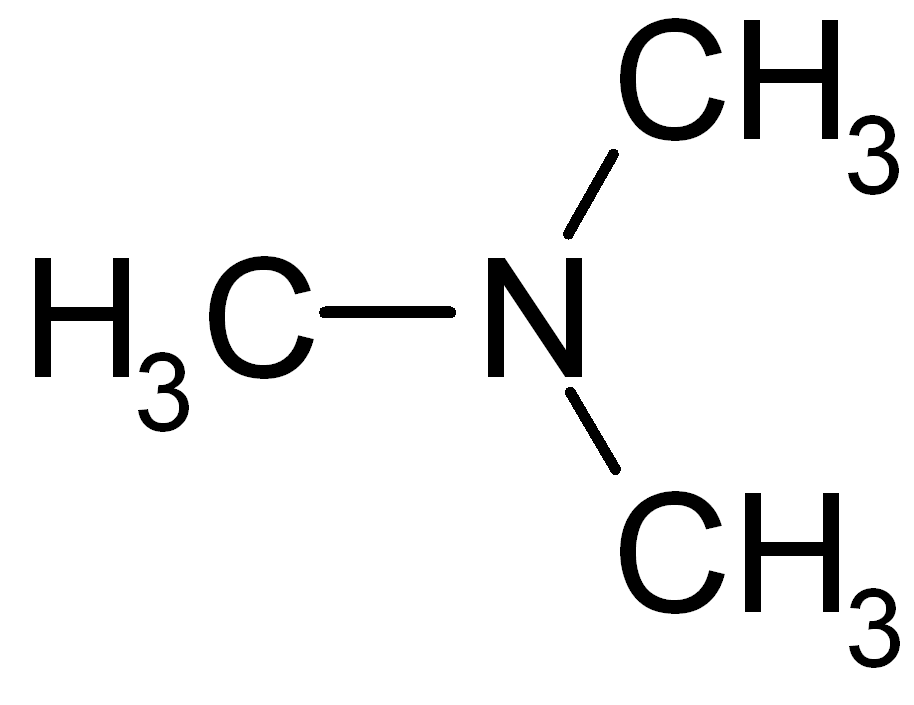
Trimethylamin

Methanohalobium evestigatum ist leicht thermophil, es zeigt bis 50 °C Wachstum. Das Bakterium ist obligat methylotroph. Methylotrophe Bakterien nutzen für den Stoffaufbau und als Energiequelle Moleküle, die keine direkte Kohlenstoff-Kohlenstoff-Bindungen enthalten. In diesen Einkohlenstoffverbindungen ist entweder nur ein Kohlenstoffatom vorhanden (z. B. Methanol) oder es ist, wie bei Dimethylamin, kein Kohlenstoffatom direkt mit einem anderen verbunden. Bei Methanohalobium evestigatum sind es Trimethylamin, Dimethylamin und Methylamin die für das Wachstum genutzt werden können. Trimethylamin kann auch als einzige Kohlenstoff- und Energiequelle dienen. Methanol wird nur in einer niedrigeren Konzentration von 5 mmol/L von dem Bakterium als Substrat genutzt. Als Stoffwechselprodukte entstehen Methan und Ammonium.
Essigsäure (Acetat), Ameisensäure (Formiat), und Alkohole (ausgenommen Methanol) werden nicht verwendet. Auch erfolgt keine Energiegewinnung mit H2 und CO2. Dies ist ein Unterschied zu der ähnlichen Bakteriengattung Methanosarcina.
Methanohalobium evestigatum ist extrem halophil, es wächst bei NaCl-Werten von 15–25 %. Taxonomisch nahe, extrem oder mäßig halophile Arten finden sich bei den Gattungen Methanohalophilus und Methanosalsum. Des Weiteren ist die Art mäßig thermophil, die optimale Temperatur für Wachstum liegt bei 50 °C.
Die Gram-Färbung verläuft variabel.
Es folgt eine Tabelle mit einigen Merkmalen:
|                                |         |
| tolerierte pH-Werte            | 6,0–8,3 |
| optimale pH-Werte              | 7.0–7.5 |
| tolerierte Temperatur          | 35–58°  |
| optimale Temperatur            | 40–50   |
| tolerierte NaCl-Werte in Mol/l | 25–60 % |
| optimale NaCl-Werte in Mol/l   | 50 %    |
| Mol (%) G+C                    | 37      |

## Systematik
Methanohalobium evestigatum wurde 1987 von Zhilina und Zavarzin erstbeschrieben. Es zählt zu dem Phylum „Euryarchaeota“ und hier zu der Klasse „Methanomicrobia“. Es ist mit der Gattung Methanosarcina verwandt und wird der gleichen Familie zugeordnet, die Methanosarcinaceae.

## Ökologie
Das Bakterium wurde zuerst aus den Boden der extrem salzhaltigen Lagune Sivash (Ostkrim, Russland) isoliert. Ein weiterer Fundort von Methanohalobium evestigatum ist das hypersaline Watt an der Küste der Halbinsel Baja California (in der Nähe von Guerrero Negro).